# Tour della nazionale maschile di rugby a 15 dell'Inghilterra 2006
La nazionale inglese di Rugby Union, campione del mondo nel 2003, vive tra il 2004 e il 2007 anni molto travagliati.
Appare chiaro sin dal Sei Nazioni 2004 che non sarà facile ripetere i risultati del 2003. In particolare il Tour del 2004 dimostra gravi problemi che portano Clive Woodward a rassegnare le dimissioni a fine anno dopo i test autunnali. Gli succede Andy Robinson, già nello Staff.
Però i risultati non migliorano (quarto posto nel Sei Nazioni 2005 e 2006) A Robinson viene affiancato come "tutore" Rob Andrew ma senza effetti e, a fine 2006, Robinson lascerà la nazionale a Brian Ashton
Nel 2006 è una nazionale molto rinnovata quella che Andy Robinson porta in Australia. Ci sono 11 giocatori nuovi, rispetto alla sconfitta con l'Irlanda di tre mesi prima. Ma soprattutto è nuovo lo staff che la federazione ha imposto al fianco del CT. Su tutti Rob Andrew, come Élite Rugby Director.
Nonostante questo giungono due ulteriori sconfitte che portano la serie negativa a 5 incontri, la peggiore dal 1984.  Non c'erano particolari illusioni di vittoria, ma ci si attendevano prestazioni decorose per questa squadra rinnovata. D'altronde anche l'Australia ha cambiato tecnico affidandosi a John Connolly che ha sostituito Eddie Jones.
Nel primo test disputato a Sydney, l'Inghilterra crolla sotto i colpi dei Wallabies. Una sconfitta senza attenuanti. La squadra è ben lontana dai livelli che la portarono ai vertici mondiali meno di tre anni prima (14 sconfitte in 25 match).
Nel secondo test, disputato a Melbourne, la sconfitta è solo poco meno sgradevole e pesante

## Risultati
| Arbitro: | David Lewis |

|                      |      |         |
| Blake Gerrard Latham | mt   |         |
| Mortlock (2)         | tr   |         |
| Mortlock (5)         | c.p. | Barkley |

| Arbitro: | Steve Walsh |

|                                              |      |                 |
| Chisholm Gerrard (2) Larkham G. Smith Tuqiri | mt   | Chuter Varndell |
| Mortlock (5)                                 | tr   | An. Goode       |
| Mortlock                                     | c.p. | An. Goode       |
|                                              | drop | An. Goode       |